# Diamond T 980
Diamond T 980 — американский трёхосный балластный тягач, выпускавшийся фирмой Diamond T с 1941 г.
Усовершенствованная модель Diamond T 981 отличалась изменённой конструкцией лебёдки.

## История

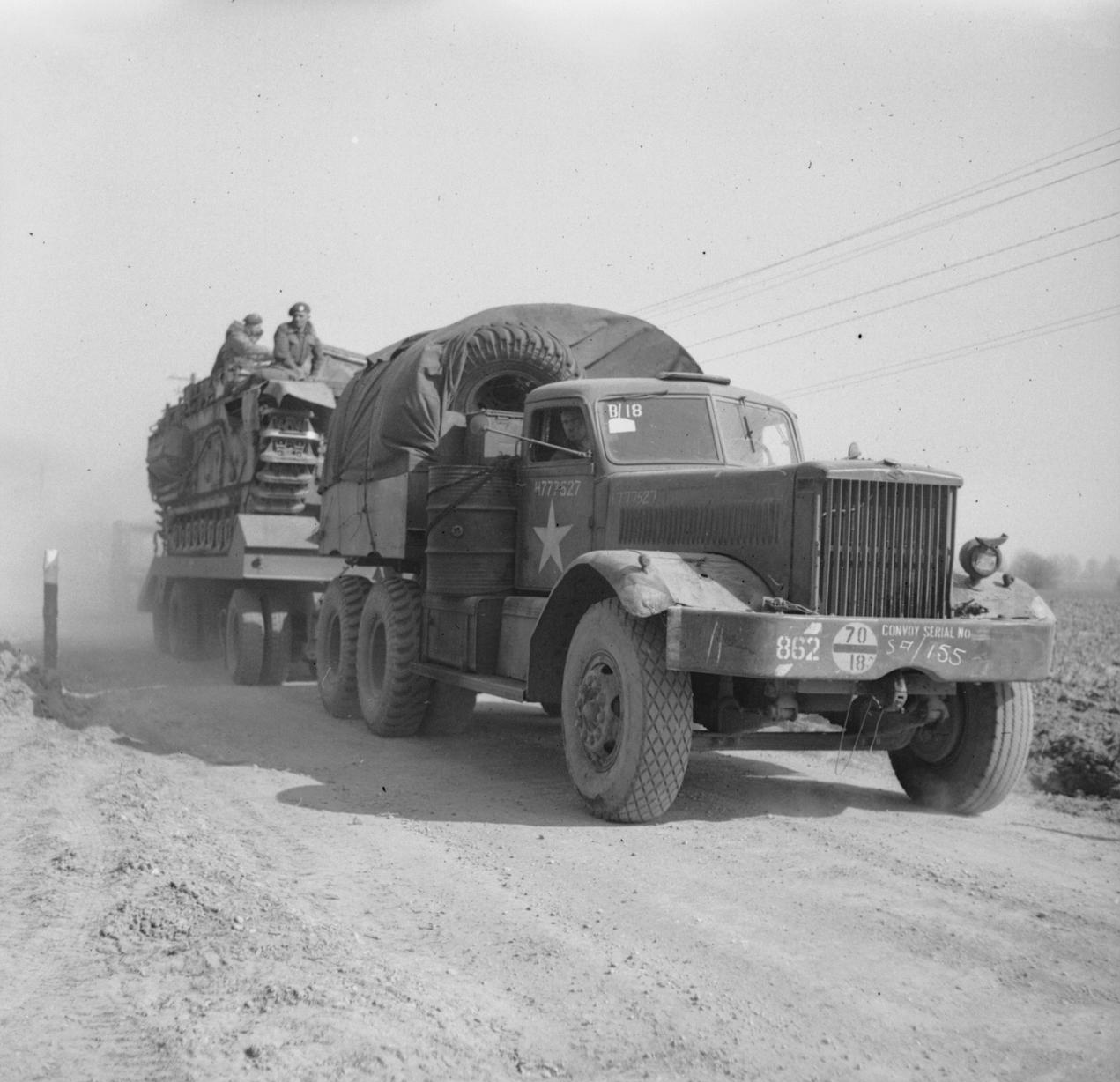
Diamond T 980 буксирует прицеп с танком Churchill, 23 марта 1945 года

12-тонный трёхосный тягач с колёсной формулой 6 × 4 был создан в соответствии с требованиями к танковым транспортёрам, которые британская закупочная комиссия разослала в 1940 году нескольким американским фирмам. Фирма Diamond T из Чикаго, уже имевшая прототип тяжёлого грузовика, разработанный для американской армии, внесла в него незначительные изменения для соответствия британским требованиям, и вскоре получила первоначальный заказ. Серийное производство модели 980 началось в 1941 году.
Первая партия Diamond T 980 была принята Великобританией в 1942 году. Всего Британская армия за годы войны получила около 1000 этих тягачей.
В американской армии тягач Diamond T 980 получил обозначение M20. Вместе с разработанным для него трёхосным 24-колёсным прицепом M9 он входил в состав танкового транспортёра M19. Однако, в американской армии этот тягач никогда не был принят на вооружение в качестве стандартного и числился в заменяющем стандарте (Substitute Standard) или в ограниченном стандарте (Limited Standard), так как имел дизельный двигатель и не имел привода колёс переднего моста.
Некоторые источники указывают, что до конца второй мировой войны был изготовлен 5871 тягач моделей 980 и 981, но в архивах фирмы Diamond T содержится информация о 6554 построенных тягачах моделей 980 и 981.

## Тягачи Diamond T в СССР
Число тяжёлых 12-тонных тягачей Diamond T моделей 980 и 981, попавших в СССР, на сегодняшний день не установлено: называются цифры и 295 и  471 экземпляр. Они использовались для перевозки танков и другой тяжёлой техники на низкорамных прицепах-трейлерах M9 (в основном, фирм Fruehauf и Rogers). Кроме того, эти тягачи применялись для буксировки орудий калибром 75-90 мм или 155 мм гаубицы с боевым расчётом и боекомплектом.
В СССР тягачи Diamond T использовались не только в армии, но и в народном хозяйстве. Зимой 1945/46-го года они появились на северных и восточных трактах Сибири. Будучи созданными для условий мягкого климата, они испытывали проблемы в условиях холодной сибирской зимы – не имеющий подогревателя дизель с трудом запускался на морозе, загустевшее топливо переставало прокачиваться через тонкие трубки топливной системы. Усугублялись эти проблемы тем, что при 40-градусном морозе заглохший двигатель при заправке его водой несмотря на утепление капотов уже через 10-15 минут размораживался и выходил из строя. Осторожного обращения требовала и резина покрышек, которая на морозе становилась хрупкой: трогаться с места приходилось осторожно, а первое время двигаться очень медленно – до тех пор, пока покрышки не разогревались.
Дорогостоящие и высокопроизводительные тягачи в автохозяйствах доверяли наиболее ответственным, опытным шофёрам, которые, зачастую, были знакомы по фронтовой службе со спецификой эксплуатации дизельной техники. Для их эксплуатации строили тёплые ангары, оборудованные устройствами для подогрева топлива и масла. Сами машины дооборудовались устройствами подогрева топливных баков за счёт отвода части выхлопных газов. Топливопроводы, топливные фильтры и аккумуляторы утеплялись суконными чехлами с войлоком. Брезентовый верх открытых кабин также утеплялся – обычно под него подкладывался стёганый ватный чехол. Систему охлаждения заправляли антифризом, который, зачастую, приготавливали здесь же, в автохозяйствах.
Тягачи Diamond T, как и другие ленд-лизовские грузовики, эксплуатировались в СССР довольно долго – немногочисленные экземпляры встречались и в 1960-е годы. Никакой информации о хотя бы одном экземпляре, сохранившемся на территории СССР, не имеется.

## Особенности конструкции
Тягачи Diamond T 980 и Diamond T 981 представляли собой трёхосные балластные тягачи капотной компоновки с колёсной формулой 6 × 4 и собственной массой 12 тонн. Машина была скомпонована по классической капотной схеме: в передней части рамы — двигатель под длинным капотом, под ним - передняя ось с односкатными колёсами; позади двигателя — кабина; за кабиной — кузов для балласта, под которым размещалась задняя тележка с парой ведущих мостов; между кабиной и кузовом устанавливалась лебёдка.
Двигатель Hercules DFXE — рядный 6-цилиндровый 4-тактный дизель жидкостного охлаждения рабочим объёмом 14 660 см³ развивал мощность 185 л. с. при 1600 об./мин. и крутящий момент 902 Н·м при 1200 об./мин. Блок цилиндров отливался из серого чугуна, а поршни изготавливались из алюминиевого сплава. Топливный насос высокого давления — 6-плунжерный фирмы Bosch.
В некоторых источниках содержалась информация об установке на тягачи Diamond T моделей 980 и 981 двигателей Hall-Scott 440 или GMC 6-71. Однако, в современных исследованиях утверждается, что в документах фирмы не содержится информации об установке на эти тягачи каких-либо других двигателей за исключением Hercules DFXE.
Сцепление Lipe Z38S — 2-дисковое, сухого трения, c конической нажимной пружиной. Привод сцепления — с пневматическим усилителем.
Трансмиссия включала в себя: коробку перемены передач (установленную в одном блоке с двигателем и сцеплением), демультипликатор (установленный отдельно и приводившийся от КПП коротким карданным валом) и два ведущих моста, сблокированных в задней тележке (передний из них был проходным — от него карданом приводился задний мост). Межосевого дифференциала трансмиссия не имела.
Коробка перемены передач Fuller 4B86 — 3-вальная, 4-ступенчатая, с прямой 4-й передачей. Шестерни 2-й, 3-й и 4-й передач — косозубые, постоянного зацепления. Передаточные числа КПП:
1-й передачи — 5,55
2-й передачи — 3,27
3-й передачи — 1,76
4-й передачи — 1,00
 заднего хода — 6,58
Демультипликатор Fuller 3A86 или Fuller 3A92 — 3-ступенчатый, с прямой 2-й передачей и расположенной сверху коробкой отбора мощности (для лебёдки). На вторичном валу снаружи устанавливался дисковый стояночный тормоз. Передаточные числа демультипликатора:
1-й передачи — 1,99 (понижающая)
2-й передачи — 1,00 (прямая)
3-й передачи — 0,77 (повышающая)
Лебёдка Gar Wood 5M723B с тяговым усилием 18 тонн размещалась на особой платформе позади кабины (между кабиной и балластной платформой). На платформе имелись рычаги управления лебёдкой и стояночным тормозом. Приводилась лебёдка коротким карданным валом и цепной передачей от коробки отбора мощности, установленной на демультипликаторе. Барабан лебёдки — диаметром 178 мм, на него наматывалось 91,5 метра (у модели 980) или 152,5 метра (у модели 981) троса диаметром 22 мм. Скорость наматывания троса изменялась в зависимости от включённой передачи КПП и могла достигать 17 метров в минуту. Основным назначением лебёдки было втягивание повреждённых танков на борт прицепа.
Ведущие мосты Timken SD-462W — с двойными главными передачами — с парой конических спиральных и парой цилиндрических шестерён. Передаточное число главной передачи — 11,66. Полуоси — полностью разгруженные. Средний мост — проходной: он приводится карданным валом от демультипликатора и, в свою очередь, другим карданом приводит задний мост.
Передний мост Timken 27454W — с балкой двутаврового сечения и парой поворотных кулаков.
Рулевой механизм — червяк и сектор с двумя шипами, без усилителя, с продольной рулевой тягой, рулевая трапеция расположена позади балки переднего моста.
Рабочие тормоза — барабанные фирмы Timken, с пневматическим приводом фирмы Bendix-Westinghouse.
Стояночный тормоз — дисковый, с механическим приводом, устанавливался на вторичном валу демультипликатора (открыто, вне картера).
Передняя подвеска — рессорная (две продольные полуэллиптические 13-листовые рессоры), без амортизаторов. Рессоры длиной 1270 мм крепились к раме стальными пальцами (спереди — через серьги). Балка переднего моста крепилась к рессорам посредством стремянок. Сверху над рессорой крепился резиновый буфер.
Задняя подвеска — балансирного типа, рессорная, без амортизаторов. Рессоры (две 12-листовые полуэллиптические) крепились стремянками к балансирам, которые качались на общей оси подвески, закреплённой на раме тягача, а края рессор свободно опирались на балки ведущих мостов. Оба ведущих моста были связаны с рамой при помощи двух реактивных и четырёх толкающих штанг, которые воспринимали реактивный и тормозной моменты, и передавали толкающие усилия.
Колёса Budd B-45530 — дисковые 6-оконные, под 10 шпилек, диаметром 50,8 см и шириной 25,4 см (смещение диска 17,15 см). Покрышки — размером 30,48×50,8 см с давлением в камерах 5,6 кг/см².
Электрооборудование включало в себя четыре 6-вольтовых аккумуляторных батареи фирмы Auto-Lite ёмкостью 320 А×ч, 12-вольтовый генератор, 24-вольтовый стартёр, переключатели и звуковой сигнал фирмы Delco-Remi, фары и габариты со светомаскировкой — фирмы Guide (обычно устанавливалась только одна левая фара).
Расход топлива – от 48 (без прицепа) до 126 литров на 100 км
Топливная система включала в себя два симметрично расположенных позади кабины бака суммарным объёмом 568 литров. Максимальная дальность при движении без прицепа составляла 480 км.
Рама – лонжероны с сечением швеллера 257×89×8 мм из хромомарганцовистой стали.
Грузовая платформа – цельнометаллическая, сварная, простой коробчатой формы с откидным задним бортом. Предназначалась для загрузки балласта при транспортировке тяжёлого прицепа (в качестве балласта использовались бетонные плиты, камни, металлический лом или тяжёлой попутный груз.
Кабина – машины первых выпусков получали трёхместные закрытые цельнометаллические кабины. Позже машины оснащались открытыми упрощёнными кабинами с плоским лобовым стеклом, низкими полукруглыми дверками и брезентовой складывающейся крышей (боковые проёмы могли закрываться брезентовыми клапанами с целлулоидными окнами).
Геометрические размеры:
Колёсная база — 4556 мм
Длина — 7110 мм
Ширина — 2580 мм
Высота — 2592 мм
Колея передняя — 1927 мм
Колея задняя — 1905 мм
Клиренс:
под передней осью — 332 мм
под картером заднего моста — 283 мм
под шасси — 471 мм
Масса тягача:
Собственная масса тягача — 12 088 кг
Грузоподъёмность балластной платформы — 8323 кг
Полная масса тягача — 20 411 кг
Масса прицепа:
Собственная масса прицепа — 9988 кг
Грузоподъёмность прицепа — 40 823 кг
Полная масса прицепа — 50 811 кг
Максимальная скорость тягача без нагрузки — 37 км/ч. С нагруженным прицепом (при включённой в демультипликаторе прямой передаче) — не выше 26 км/ч

## Отличия моделей 980 и 981
Шасси тягачей Diamond T 980 и Diamond T 981 было идентичным. Обе модели в первые годы выпуска получали закрытые кабины, аналогичные 4-тонным грузовикам фирмы Diamond T, а затем (также обе модели) — открытые кабины с брезентовым верхом. Одинаковыми были и их балластные кузовы.
Определяющим отличием была конструкция лебёдки: ранняя модель 980 имела лебёдку с 91,5-метровым тросом, который мог пропускаться только назад (под балластной платформой) и использовался для втягивания повреждённых танков на борт прицепа. Более поздняя модель 981 получила лебёдку со 152,5-метровым тросом, который мог выпускаться не только назад, но и вперёд (вдоль левого лонжерона и сквозь передний бампер) — то есть, мог использоваться для самовытаскивания застрявшей машины. Характерной внешней чертой, позволяющей отличить модель 981, является прямоугольное окно в левой части переднего бампера, служившее для пропуска троса — у модели 980 такое окно отсутствует.